# Noah Munck
Noah Bryant Munck (sinh ngày 3 tháng 5 năm 1996) là một nam diễn viên người Mỹ. Anh được biết đến qua vai Gibby loạt phim sitcom iCarly.

## Giải thưởng và đề cử
| Năm  | Giải thưởng                    | Hạng mục                                    | Đề cử cho                       | Kết quả   | Ct          |
| ---- | ------------------------------ | ------------------------------------------- | ------------------------------- | --------- | ----------- |
| 2009 | Young Artist Awards            | Outstanding Young Performers in a TV Series | iCarly (nhận cùngdàn diễn viên) | Đề cử     | [ 4 ]       |
| 2010 | Young Artist Awards            | Outstanding Young Performers in a TV Series | iCarly (nhận cùngdàn diễn viên) | Đề cử     | [ 5 ]       |
| 2010 | Australian Kids' Choice Awards | LOL Award                                   | iCarly (nhận cùngdàn diễn viên) | Đoạt giải | [ 6 ]       |
| 2011 | Kids' Choice Awards            | Favorite TV Sidekick                        | iCarly                          | Đề cử     | [ 7 ] [ 8 ] |